# The Sims: Op Vakantie
The Sims: Op Vakantie (The Sims: Vacation of The Sims: On Holiday in Engelstalige landen) is het vierde uitbreidingspakket voor The Sims.

## Gameplay
Het pakket voegt een nieuwe buurt toe waar Sims voor langere tijd op vakantie kunnen gaan. Er kan gekozen worden uit een strand-, een sneeuw- en een bosgebied. In die gebieden kunnen de Sims Karin de Reisleidster, Sandra de Sneeuwvrouw, Sjors de Schutter en Henk Haai ontmoeten.
Het spel voegt 125 nieuwe voorwerpen toe. Deze zijn voornamelijk bedoeld om een vakantiegebied in te richten zoals een pier om te vissen, sneeuwpoppen, tenten, een minigolfbaan en een halfpipe.